# Acanthura mattogrossensis
Acanthura es un género monotípico de plantas con flores perteneciente a la familia Acanthaceae. Su única especie es una planta herbácea: Acanthura mattogrossensis Lindau, que es originaria de Brasil.

## Taxonomía
Fue descrita por el botánico, pteridólogo y micólogo alemán; Gustav Lindau y publicado en Botanische Jahrbücher für Systematik, Pflanzengeschichte und Pflanzengeographie 30: 196 - 197, en el año 1901.